# Раньери ди Уголино
Раньери ди Уголино (итал. Ranieri di Ugolino, Ranieri d’Ugolino) — итальянский художник, работавший в Пизе в конце XIII — начале XIV века.

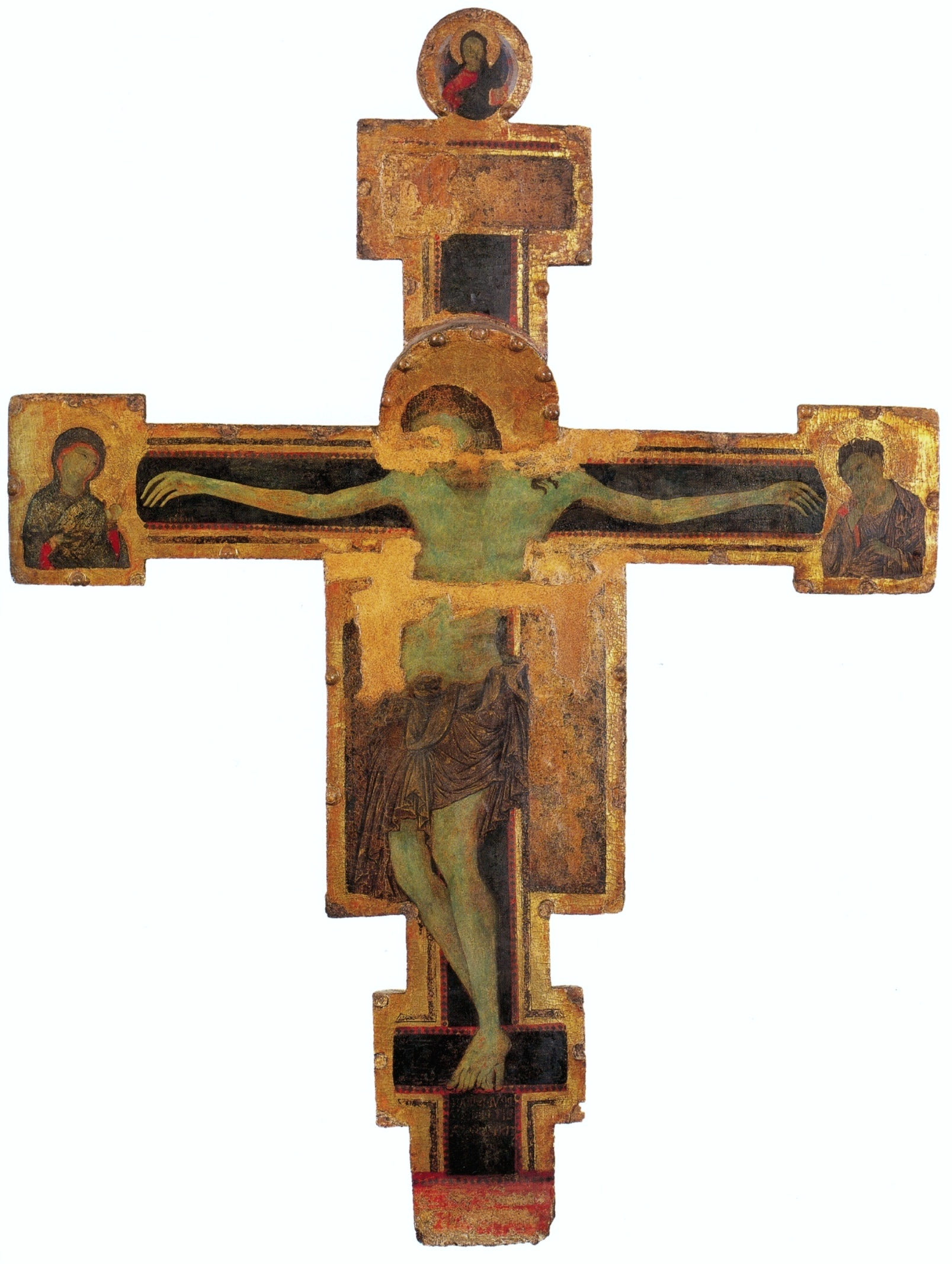
Раньери ди Уголино. Расписной крест, ок. 1290 года, Музей Сан-Маттео, Пиза.

## Биография и творчество
Имя Раньери ди Уголино было обнаружено на расписном кресте, который раньше находился в госпитале Санта-Кьяра (ныне хранится в музее Сан-Маттео, Пиза). Исследователи сошлись во мнении, что, по всей вероятности, это сын художника Уголино ди Тедиче и племянник другого пизанского мастера — Энрико ди Тедиче, который упоминается в пизанских документах с 1286 по 1309 год. Полагают, что формирование Раньери проходило в совместной мастерской его дяди и отца, которая располагалась в Пизе на виа Санта-Мария в приходе Сан-Якопо-дельи-Сперонаи. Из архивных документов известно, что у него была жена по имени Тора и двое детей — мальчик и девочка (Чилла и Перруччо). После смерти отца он унаследовал его мастерскую и продолжил семейное дело. В 1326 году документы сообщают о нём как об умершем.
Раньери ди Уголино был современником Чимабуэ и Джотто. В отличие от старших родственников, использовавших приёмы передачи светотени, позаимствованные у Джунта Пизано, Раньери делал больший упор на передачу массивности тела. В конце XIII века эксперименты в этом направлении были самой актуальной задачей для Джотто и Чимабуэ, именно поэтому, исходя из сравнительного анализа, единственную подписанную работу художника — Расписной крест из Музея Сан-Маттео датируют приблизительно 1290 годом. Эта особенность творчества Раньери могла быть как результатом влияния его современников, так и вполне самостоятельным, осознанно выбранным путём в живописи. Пизанская живопись XIII века играла важную роль в развитии итальянского искусства, и оказывала влияние на многих художников за пределами Пизы.
Кроме креста, другие произведения мастера неизвестны. Одно время предполагали, что Мастер Сан-Мартино и Раньери ди Уголино — это один и тот же художник, и приписывали ему создание целого ряда работ, созданных этим анонимом. Однако более скрупулёзный анализ показал разницу в их художественной манере, поэтому ныне весь корпус работ анонимного Мастера Сан-Мартино приписывают отцу Раньери — Уголино ди Тедиче.

## Произведения
На сегодняшний день единственной работой Раньери признан подписанный им большой Расписной крест из Музея Сан-Маттео (240 х 180 см). На нём изображён Христос в позе Christus patiens (то есть, Христос страдающий); в верхней части написан Христос Благословляющий, на левом и правом лучах креста — Богоматерь и Иоанн Креститель. Под ногами Христа сохранилась полустёртая надпись: 'Rainerius quondam Ugolini Pisanus me pinxit’ (Раньери, сын усопшего Уголино меня написал). Поскольку Уголино ди Тедиче скончался в 1277 году, то крест не мог быть создан ранее этой даты.
До 1894 года крест находился в госпитале Санта-Кьяра, но впоследствии был передан городскому музею Пизы из-за плохих условий хранения. В 1986—7 годах был отреставрирован. Имеет значительные утраты красочного слоя.
До 1927 года крест считали работой Джунта Пизано. Итальянский исследователь Пьетро Тоэска в 1927 году первым расшифровал надпись на кресте как «Раньери ди Уголино», а Л. Куппини и Э. Гаррисон (1952) идентифицировали Раньери с Мастером Сан-Мартино. В 1998 году Лючано Беллози опроверг эту гипотезу, и с тех пор крест остаётся единственным произведением мастера.